# Canthon nigripennis
Canthon nigripennis là một loài bọ cánh cứng trong họ Bọ hung (Scarabaeidae).